# Didier Casnati
Didier "Didi" Casnati (17 de junio de 1980) es un cantautor, compositor, arreglista, músico y productor italiano, más conocido como el cantante del grupo The Gypsy Queens, y por haber trabajado con Tony Danza y Lulu.

## Biografía
Casnati nació en Varese, Italia, de padre biotecnólogo, químico y físico. De joven, Casnati se inspiró de la música de Dire Straits y de los The Beach Boys.
En la secundaría, compuso varios grupos de música para tocar en las fiesta de la escuela. Grabó su primer álbum a los 15 años de edad. A los 18 años de edad, se muda a Niza para estudiar Leyes, y logra pagar sus estudios tocando en las calles.
En Niza conoce a Nicole Rubi, dueña del restaurante "La Petite Maison", quien lo hizo tocar en frente de Elton John, Joe Cocker, Bono y varias otras celebridades que frecuentan el restaurante. Decide formar la banda The Gypsy Queens, para mejorar su acto y de esta manera abre su paso a las fiestas privadas más exclusivas de la Rivera Francesa.

## 2004 a 2012 Perú
En 2004 se muda a Lima, Perú, para empezar una carrera como cantante solista y graba su primer álbum "Mi Mundo". En ese mismo año graba el tema "Mal Paso" con Eva Ayllón, en el disco Cholo soy de Jaime Cuadra, ganando la Séptima Edición de los 'Independent Music Awards', en la categoría fusión.

## 2012 Universal Music Group
En el 2012, The Gypsy Queens fue firmado por Nick Raphael de London Records, Universal Music Group. El grupo graba su primer álbum titulado The Gypsy Queens (álbum), producido por Larry Klein, y en el 2014 gaba su segundo álbum 'Lost in the Music' (álbum). La banda es conocida por tocar en las fiestas más exclusivas en el mundo, y Casnati es conocido por haber creado un nuevo género de presentaciones acústicas.

## 2020 Reminiscing with friends
En 2020, Didier Casnati graba el primer sencillo del disco Reminiscing With Friends (Sonico Productions Ltd 2023) de vuelta con el productor Larry Klein, entre los estudios The Village (studio) en Los Angeles, y Metropolis studios en Londres.
El disco empezó con la grabación de la canción  "I'm into Something Good", con el mismo Peter Noone de la banda Herman's Hermits que grabó el original en 1964. La siguiente grabación fue "Buona Sera".
El 13 de octubre de 2023, Didier Casnati y Tony Danza publicaron el video "Buona Sera Signorina" en dúo. El video cuenta con la participación de Michel Hicks, Nadia Farès (Los ríos de color púrpura) y Joe Gannascoli (actor de Los Soprano), fue dirigido por Jaci Judelson, y escrito John Patrick Shanley (ganador de un Óscar para Hechizo de luna, 1987). El video tuvo un éxito inmediato con más de 1 millón de vistas en YouTube en una semana.
El 3 de noviembre de 2023, se lanzó «Oh Me, Oh My (I'm a Fool for You Baby)», un dueto entre Casnati y Lulu, como tercer sencillo del álbum.
Didier Casnati también tiene ha hecho carrera como modelo y actor.

## Vida personal
En 2009, Didier Casnati se comprometió con la modelo Thea Christensen (´Major Models´) de origen danés. La ceremonia se llevó a cabo en una isla privada de las Polinesias Francesas, la misma fue una Boda Tahitiana. Ninguno de los dos legalizo su unión y su relación acabó en 2011. Casnati ha sido visto desde entonces, en diferentes ocasiones, en compañía de distintas celebridades sin embargo ninguna relación fue pública, duradera u oficial. Casnati se encuentra soltero desde 2015.

## Discografía
- The Blue Rose ( Music House 1995)
- Mi Mundo (Play Music Peru 2003)
- Cholo soy (Quadra Sonic, Play Music 2003) Invitado en tema "Malpaso", con Eva Ayllón[20]
- Latino, Jaime Cuadra (Quadra Sonic, Play Music, 2007) Invitado, tema Volare
- The Gypsy Queens (Universal, London Records, 2012)
- Lost in the Music (Sonico, Universal, 2014)
- Reminiscing with friends con Peter Noone, Tony Danza y Lulu[21] (Sonico, Universal, Abolute 2023)

### Singles
- L'Americano (The Gypsy Queens)|L'Americano (Universal Music Group, London Records 2012) con Made in Chelsea
- I'm into Something Good (Sonico Productions Ltd, Universal Music Group, Absolute 2021) con Peter Noone[22][23]
- Buona Sera Signorina (Sonico Productions Ltd, Universal Music Group 2023) con Tony Danza[24]
- Oh Me Oh My (I'm a Fool for You Baby) (Sonico Productions Ltd, Universal Music Group 2023) con Lulu